# Mineral
 For alternative betydninger, se Mineral (flertydig). (Se også artikler, som begynder med Mineral)
Mineraler er homogene, naturligt forekommende, faste, uorganiske stoffer med en defineret krystalstruktur og en bestemt kemisk sammensætning. Mineraler varierer i sammensætning fra rene grundstoffer over simple salte (som almindelig køkkensalt, NaCl) til meget komplekse silikater med i tusindvis af kendte former. Mineraler bliver dannet gennem geologiske processer. Studiet af mineraler kaldes mineralogi. Hidtil har Den Internationale Mineralogiske Sammenslutning anerkendt omkring 5.200 forskellige mineraler i 2017, og hvert år opdages nye. Mange nyklassificerede og nyidentificerede mineraler viser sig at opstå som følge af menneskelig aktivitet - knap 4%. 
I juli 2023 var der fundet ca. 5900 mineraler.
Et grundfjeld og sedimentet, der dækker grundfjeldet (de organiske komponenter undtaget) er opbygget af mineraler. Mineralerne, som indgår i almindelige jordarter og bjergarter (bjergartsdannede mineraler), udgør kun et fåtal af alle kendte mineraler. Der findes også faste, ikke-krystalinske stoffer, som dannes ved geologiske processer, eksempelvis vulkansk glas), der pr. definition ikke er mineraler.
Mange mineraler er vigtige råstoffer i kemisk og metallurgisk industri. De kaldes industrimineraler. Mineraler, der indeholder tungmetaller, det vil sige metaller med en massetæthed større end fem, kaldes ertsmineraler.